# Иоанникий Девиченский
Иоанникий Девиченский (серб. Јоаникије Девички) — сербский православный святой XV века.
Он был коренным сербом из княжества Зета или, согласно другому источнику, сербом из австрийской Далмации. Будучи юношей со страстью ко Христу, он покинул свой дом и переселился в долину реки Ибар, в устье реки Црна Река, в узкую пещеру, в которой, согласно преданию, прежде жил святой Пётр Коришский. Однако, когда его слава стала распространяться среди людей, он бежал в Дреницу и спрятался в дремучем лесу Девичка. Иоанникий провёл там годы в уединении, в тишине и в молитве.
Согласно преданию, сербский деспот Георгий Бранкович принёс ему свою безумную дочь, которую святой исцелил. Из благодарности Бранкович построил на этом месте монастырь, который до сих пор известен как монастырь Девич. Он был известен как целитель всех болезней, особенно «одержимых». Здесь же, в монастыре, покоятся мощи святого Иоанникия, которые христиане считают чудотворными.
Монастырь Девич был сожжён в 1941 году албанскими экстремистами и реконструирован в 1945 году. В 1999 году во время войны в Косово он снова стал целью Армии освобождения Косово. Монастырь подвергся вандализму, вся еда и две машины были украдены. Мраморная гробница св. Иоанникия была осквернена местными албанцами в июне 1999 года. С тех пор он находится под постоянной охраной французских войск КФОР.